# Jovan Jovanović Zmaj
Jovan Jovanović Zmaj (srp. Јован Јовановић Змај; Novi Sad, 24. studenoga 1833. – Srijemska Kamenica, 3. lipnja 1904.), bio je srpski književnik. Začetnik je satiričnog i društveno angažiranoga pjesništva u srpskoj književnosti. Pored Đure Jakšića, Zmaj je drugi veliki liričar srpskog romantizma.

## Životopis
Gimnaziju je pohađao u Novome Sadu i Požunu, a pravo u Pešti, Pragu i Beču. Potom odlazi u Peštu za nadzornika zadužbine Tekelijanuma, gdje istodobno studira medicinu i izdaje satirični list "Zmaj" (Змај), po kome je i dobio nadimak. U Pešti je 1870. godine diplomirao medicinu. Kad je završio medicinu, živi kao liječnik u Novome Sadu, Beču, Beogradu, Zagrebu i drugim mjestima. U Beogradu je bio, 1890. do 1898. godine dramaturg Narodnoga pozorišta.
U tijeku cijele druge polovice 19. stoljeća on je najproduktivniji srpski pjesnik, urednik mnogih listova i časopisa i jedan od najistaknutijih srpskih nacionalnih radnika.

## Književni rad
Dvije najbolje zbirke njegovih pjesama su Đulići i Đulići uveoci. Veliki broj njegovih šaljivih i dječjih pjesama, tiskanih po raznim listovima i časopisima, izašao je u dva izdanja cjelokupnih djela: Pjevanja i Druga pjevanja (srp. Pevanija i Druga pevanija). Posljednje su tiskane zbirke: Snohvatice i Devesilje. U prozi je napisao jednu pjesničku legendu (Vidosava Branković) i jedan šaljivi kazališni komad (Šaran). Zmaj je i prevodio dosta, naročito iz mađarske književnosti. Najbolji su mu prijevodi mađarskog pjesnika Sándora Petőfija. Pored ostalih pjesama, od njega je preveo spjev Vitez Jovan.
Iz njemačke poezije prevodi Göthea (Herman i Doroteja, Ifigenija u Tavridi) i s uspjehom podražava Heineovu ljubavnu liriku i epigram i orijentalnu poeziju Friedricha Martina von Bodenstedta (Pjesme Mirca Shafije). Od ostalih prijevoda iz strane književnosti znatniji su mu: Demon od Ljermontova i Enoh Arden engleskog pjesnika A. Tennysona. Pored Zmaja, uređivao je još dva satirična lista: Žižu i Starmali. Od 1880. godine pa do smrti izdavao je dječji list Neven, najbolji srpski dječji list tada.

## Djela
- Istočni biser, ↓1 1861.
- Đulići, 1864. (zbirka pjesama)
- Đulići uveoci, 1882. (zbirka pjesama)
- Snohvatice, I–II, 1895., III, 1900.
- Sve dojakošnje pesme, 1871.
- Pevanija, I–II, 1879. – 1882.
- Čika Jova srpskoj deci, 1899.
- Čika Jova srpskoj omladini, 1901.

## Zmaj o Hrvatima
U svojoj pjesmi "Šta se čuje?", napisanoj u vrijeme provođenja mađaronske politike pretvaranja Hrvatske u mađarsku pokrajinu, napravio je hvalospjev Hrvatima, pozvavši po tom pitanju neutralne Srbe da borbom pomognu Hrvatima:
(...) Hrvat se ne bori da što otme kome,
Čuva sveti plamen na ognjištu svome. 
I dok tako čini u najteži dan'
I Bog je i pravda na njegovoj stran'.
A kuda će Srbin - zar on da se dade
Putu, na kom nema ni Boga ni pravde?
Šta se nama pati, to mi Srbi znamo,
Al’ u patnji našoj ponosa imamo.
(...) Zato, Srbi, čujte: čvrsto stojte sada
Na braniku gde je i zakon i pravda;
Ojačajte snagu patnika Hrvata,
Neka zna da ima u nevolji brata;
Nek’ se jednom vidi kakva j’ sloga blago,
A oni će posle... kako im god drago.
Prva strofa ovih stihova ("Hrvat se ne bori da što otme kome...") bila je izrecitirana pri prvoj posjeti hrvatskog predsjednika Franje Tuđmana gradu Vukovaru, koji je tada bio nedavno reintegriran u hrvatski ustavno-pravni sustav.